# Idiostrangalia stusaki
Idiostrangalia stusaki är en skalbaggsart som beskrevs av Holzschuh 1991. Idiostrangalia stusaki ingår i släktet Idiostrangalia och familjen långhorningar. Inga underarter finns listade i Catalogue of Life.